# California Dreamin' (The Mamas and the Papas)
California Dreamin' is een liedje dat is geschreven door John Phillips en Michelle Phillips van de popgroep The Mamas and the Papas, die het zelf in 1965 ook opnamen. De plaat werd hun eerste hit. Het tijdschrift Rolling Stone nam het in 2004 op als nummer 89 in de lijst van The 500 Greatest Songs of All Time. De tekst van het liedje vertelt hoe de zanger op een koude winterdag droomt van het warme Californië. ("I'd be safe and warm | If I was in L.A." – Ik zou veilig en warm zijn als ik in Los Angeles was.)
California Dreamin' kreeg in 1966 een gouden plaat, omdat er meer dan 500.000 exemplaren van verkocht waren. In 2001 kreeg het nummer een Grammy Hall of Fame Award.

## Ontstaan
In een radiodocumentaire door Susan Stamberg, uitgezonden door National Public Radio op 8 juli 2002 vertelden John en Michelle Phillips hoe het lied tot stand was gekomen. In 1963 leefden ze in de staat New York. John werd midden in de nacht ineens wakker met een idee voor een liedje in zijn hoofd en wekte Michelle om hem te helpen schrijven. Daarna bleef het liedje echter een tijdlang op de plank liggen.
John Phillips maakte toen deel uit van de folkgroep The Journeymen. The Mamas and the Papas (John Phillips, "Mama Cass" Elliot, Denny Doherty en Michelle Phillips) werden pas in 1965 opgericht. In dat jaar kwam de nieuwe groep in contact met Lou Adler, eigenaar van het platenlabel Dunhill Records, door toedoen van Barry McGuire, die California Dreamin' wilde opnemen  voor zijn lp This Precious Time. The Mamas and the Papas traden daarbij als achtergrondzangers op. Naderhand vroegen ze Adler of ze ook een eigen versie met hem mochten opnemen. Bij die opname gebruikten ze de geluidsbanden van Barry McGuires opnamen, alleen zongen ze het lied opnieuw in en werd een solo voor een altfluit (bespeeld door Bud Shank) ingelast. De opvallende gitaarintroductie werd gecomponeerd en gespeeld door P.F. Sloan.
California Dreamin' kwam in december 1965 uit als single. De plaat deed in eerste instantie niets tot een radiostation in Boston het liedje ging uitzenden. Toen begon het publiek het te kopen. In maart 1966 bereikte de plaat de vierde plaats in de Billboard Hot 100. Later werd ze ook een klein hitje in het Verenigd Koninkrijk (23 in de UK Singles Chart).
Het liedje staat ook op If You Can Believe Your Eyes and Ears, het debuutalbum van de groep, dat in 1966 uitkwam. Het is in 1997 in het Verenigd Koninkrijk opnieuw uitgebracht, nu als cd-single, en bereikte toen de negende plaats.
Het liedje is daarna door vele andere artiesten opgenomen. Zo brachten José Feliciano, Bobby Womack, Meatloaf, The Beach Boys en Royal Gigolos het op single uit.
In de speelfilm Chungking Express (1994) van Wong Kar-Wai is California Dreamin' in de versie van The Mamas and the Papas het belangrijkste leidmotief.

### Evergreen Top 1000
| Evergreen Top 1000 "California Dreamin'" | Evergreen Top 1000 "California Dreamin'" | Evergreen Top 1000 "California Dreamin'" | Evergreen Top 1000 "California Dreamin'" | Evergreen Top 1000 "California Dreamin'" | Evergreen Top 1000 "California Dreamin'" | Evergreen Top 1000 "California Dreamin'" | Evergreen Top 1000 "California Dreamin'" | Evergreen Top 1000 "California Dreamin'" | Evergreen Top 1000 "California Dreamin'" | Evergreen Top 1000 "California Dreamin'" | Evergreen Top 1000 "California Dreamin'" | Evergreen Top 1000 "California Dreamin'" | Evergreen Top 1000 "California Dreamin'" | Evergreen Top 1000 "California Dreamin'" | Evergreen Top 1000 "California Dreamin'" | Evergreen Top 1000 "California Dreamin'" |
| Jaar                                     | 2008                                     | 2009                                     | 2010                                     | 2011                                     | 2012                                     | 2013                                     | 2014                                     | 2015                                     | 2016                                     | 2017                                     | 2018                                     | 2019                                     | 2020                                     | 2021                                     | 2022                                     | 2023                                     |
| ---------------------------------------- | ---------------------------------------- | ---------------------------------------- | ---------------------------------------- | ---------------------------------------- | ---------------------------------------- | ---------------------------------------- | ---------------------------------------- | ---------------------------------------- | ---------------------------------------- | ---------------------------------------- | ---------------------------------------- | ---------------------------------------- | ---------------------------------------- | ---------------------------------------- | ---------------------------------------- | ---------------------------------------- |
| Positie                                  | 186                                      | 371                                      | 364                                      | 364                                      | 380                                      | 57                                       | 73                                       | 153                                      | 111                                      | 81                                       | 95                                       | 155                                      | 131                                      | 109                                      | 123                                      | 138                                      |

### NPO Radio 2 Top 2000
| Nummer met noteringen in de NPO Radio 2 Top 2000 | '99 | '00 | '01 | '02 | '03 | '04 | '05 | '06 | '07 | '08 | '09 | '10 | '11 | '12 | '13 | '14 | '15 | '16 | '17 | '18 | '19 | '20 | '21 | '22 | '23 | '24 |
| ------------------------------------------------ | --- | --- | --- | --- | --- | --- | --- | --- | --- | --- | --- | --- | --- | --- | --- | --- | --- | --- | --- | --- | --- | --- | --- | --- | --- | --- |
| California Dreamin'                              | 153 | 135 | 296 | 164 | 123 | 128 | 185 | 168 | 270 | 159 | 155 | 146 | 167 | 183 | 250 | 237 | 247 | 255 | 262 | 302 | 248 | 238 | 266 | 279 | 281 | 290 |

1. ↑  Een vetgedrukt getal geeft de hoogste notering aan.

## Versie van Bobby Womack
Bobby  Womack nam het nummer in 1968 op voor het label Minit. De single bereikte de 43e plaats in de Billboard Hot 100. Het was Womacks eerste hitje sinds 1964, toen hij nog met zijn broers optrad onder de naam The Valentinos. Het nummer staat ook op zijn eerste solo-album Fly Me to the Moon uit 1969.
In 2003 werd deze versie van het lied gebruikt in een reclamespot voor Saab. Het speelt ook een belangrijke rol in de film Fish Tank van Andrea Arnold uit 2009. De hoofdpersoon Mia Williams danst op het liedje.

## Versie van The Beach Boys
In 1986 brachten The Beach Boys een compilatiealbum van hun grootste hits uit, Made in U.S.A.. Daarop stonden 23 oudere en twee nieuwe nummers, die speciaal voor dit album waren opgenomen. Die twee waren Rock 'n' Roll to the Rescue en California Dreamin’. Beide nummers werden ook als single uitgebracht. California Dreamin' haalde de 57e plaats in de Billboard Hot 100. Roger McGuinn speelde 12-snarige gitaar in het nummer. Hij is ook te zien in de videoclip die van het nummer is gemaakt, net als John en Michelle Phillips, die overigens niet meezongen.
De B-kant van California Dreamin' was een aangepaste versie van een eerder nummer, Lady Liberty, dat niet op Made in U.S.A. staat.

## Versie van Royal Gigolos
Het Duitse trio Royal Gigolos, dat een mengstijl van house en techno produceert, maakte in 2004 een eigen danceversie van California Dreamin’, die als vinyl single en als cd-single uitkwam. Op de vinyl single stonden twee versies van California Dreamin’: ‘Tek-House Extended’ en ‘Clubhouse Extended’, plus het nummer The DJ...; op de cd-single vier versies van California Dreamin’ plus The DJ.... In veel landen werd deze plaat een hit: in Nederland een 31e en werd Dancesmash op Radio 538, in België een 35e, in het Verenigd Koninkrijk een 44e, in Frankrijk een 2e en in Duitsland zelf een 85e plaats in de respectieve hitparades. Twee versies van het nummer staan ook op het album Musique Deluxe uit hetzelfde jaar.

## Andere versies
Naast de uitvoering door Barry McGuire zijn er nog vele andere uitvoeringen:
- Alvin and the Chipmunks brachten in 2007 een videospel uit, dat ook Alvin and the Chipmunks heet. Een van de vele liedjes die daarbij te horen zijn, is California Dreamin’.
- America nam het nummer op voor een film van John D. Hancock uit 1979, die ook California Dreaming heette. De film flopte, maar toen het nummer op single uitkwam, haalde het de 56e plaats in de Billboard Hot 100.
- Richard Anthony nam het nummer in 1966 op in het Frans onder de titel La terre promise en in het Italiaans onder de titel Sognando la California.
- George Benson nam het nummer op voor zijn album White Rabbit uit 1971.[14]
- The Carpenters namen het nummer halverwege de jaren zestig op, maar het kwam pas uit in 2004 (in Japan in 2001) op het album As Time Goes By. De groep was al twintig jaar eerder gestopt (in 1983, toen Karen Carpenter overleed).
- DJ Sammy nam in 2002 een houseversie op voor zijn album Heaven.[15]
- José Feliciano zette het nummer op de achterkant van zijn single Light My Fire  uit 1968. Het staat ook op zijn album Feliciano! uit hetzelfde jaar.
- The Four Tops namen het nummer op voor hun album Soul Spin uit 1969.[16]
- De Japanse punkband Hi-Standard heeft een cover van het nummer gemaakt en die via Fat Wreck Chords uitgegeven in 1996.
- Hollywood Undead speelt het liedje vaak als laatste nummer bij zijn optredens.
- Baby Huey vertolkte een psychedelic soul-versie van het nummer op zijn enige album The Baby Huey Story: The Living Legend (1971) dat een jaar na zijn overlijden werd uitgebracht.
- Het nummer staat op het enige album van 'Igginbottom, 'Igginbottom's wrench uit 1969.
- Diana Krall coverde het nummer in 2014 op haar album Wallflower.[17]
- Hugh Masekela nam het nummer (met elf andere hits uit die tijd) in 1966 op voor Hugh Masekela's Next Album.[18]
- Lutricia McNeal nam het nummer op voor haar album Soulsister Ambassador.[19]
- Meat Loaf zong het nummer samen met Patti Russo op het album Hell in a Handbasket uit 2012.[20]
- Melanie zette het nummer op haar album Phonogenic: Not Just Another Pretty Face uit 1978.[21]
- Wes Montgomery nam in 1966 een instrumentale versie op voor een album. Zowel het nummer als het album heet California Dreaming (met een g).[22]
- John Phillips nam in het begin van 2001 een reeks liedjes op die hij in de loop van zijn carrière had geschreven, waaronder California Dreamin’. Ze waren bedoeld voor het album Phillips 66, dat postuum verscheen. 66 was de leeftijd die de zanger zou hebben bereikt als hij niet op 18 maart 2001 was overleden.[23]
- Queen Latifah nam het nummer op voor The Dana Owens Album uit 2004.
- R.E.M. bracht het nummer regelmatig live. Een uitvoering is opgenomen op de bootleg-cd Covering 'em uit 1991.
- The Seekers maakten een opname van het nummer voor hun album Come the Day uit 1966.[24]
- In mei 2015 kwam een cover van Sia van het nummer uit.[25] Haar versie komt uit de film San Andreas.
- De Canadese zanger Roch Voisine bracht het nummer in 2010 uit als single. Hij zong het gedeeltelijk in het Engels en gedeeltelijk in het Frans.
- Op 26 april 1970 zond de Amerikaanse tv-zender CBS een speciaal programma rond Raquel Welch uit, getiteld Raquel! Daarin zong ze elf liedjes: een duet met Tom Jones, een duet met Bob Hope en negen solo, waaronder California Dreamin’.
- De meidengroep Wilson Phillips nam het nummer op voor het album Dedicated van 2012. Chynna Phillips, een van de leden van de groep, is de dochter van John en Michelle Phillips, die het nummer geschreven hebben.[26]

## Het liedje in de media
Omdat het liedje zo bekend is, wordt het vaak gebruikt in reclame-uitingen van organisaties die banden hebben met Californië. Californische hotels en restaurants adverteren met de leus ‘California Dreamin’’. Een aantal restaurants heet California Dreamin’. In de Californische plaats Brea werd tot in 2019 om de twee jaar de California Dreamin' Writers Conference voor schrijvers van fictie gehouden.
Ten minste drie films hebben de naam California Dreamin’ (of Dreaming) gekregen:
- California Dreaming, een Amerikaanse film van John D. Hancock uit 1979;
- California Dreaming, een Amerikaanse film van Linda Voorhees uit 2007;
- California Dreamin’, een Roemeense film van Cristian Nemescu uit 2007.

Het Britse Channel 4  zond op 5 juni 2005 een realityprogramma California Dreamin’ uit met zes bekende Britten die het geluk zoeken in Hollywood.
Zowel een aflevering van Welcome Back, Kotter uit 1975 als een aflevering van The Cleveland Show  uit 2013 draagt de naam California Dreamin’ (zie de Lijst van afleveringen van Welcome Back, Kotter en de Lijst van afleveringen van The Cleveland Show).
Het liedje is ook te horen in een aantal films, waaronder Congo van Frank Marshall uit 1990, Chungking Express van Wong Kar-Wai uit 1994, Forrest Gump van Robert Zemeckis uit hetzelfde jaar, The Hills Have Eyes van Alexandre Aja uit 2006 en Fish Tank van Andrea Arnold uit 2009.
Het liedje is ook weleens te horen in televisieseries, zoals de laatste aflevering van het tweede seizoen van Californication (2008) en episode 201 van South Park (2010).
The Mamas and the Papas kwamen in Creeque Alley van 1967 nog eens terug op hun eerdere succes. De laatste regel luidt: ‘And California Dreamin' is becoming a reality.’
Michelle Phillips noemde haar autobiografie (verschenen in 1986) California Dreamin': The True Story of the Mamas and the Papas.